# Szánfalva
Szánfalva (ukránul: Станово [Sztánovo]) falu Ukrajnában, Kárpátalján, a Munkácsi járásban.

## Fekvése
Munkácstól keletre, Németkucsova és Kisrétfalu közt fekvő település.

## Története
Szánfalva középkori település. 1400 körül alapították.
1910-ben 816 lakosából 6 magyar, 37 német, 773 ruszin volt. Ebből 777 görögkatolikus, 37 izraelita volt.
A trianoni békeszerződés előtt Bereg vármegye Munkácsi járásához tartozott.
A településnek 985 lakosa van.